# TVB Korea頻道
TVB Korea頻道（英語：TVB Korea Channel，英文簡稱）是香港電視廣播(國際)有限公司與韓國中央多元放送共同創辦而擁有的一條以韓語廣播的頻道。

## 頻道歷史
TVB Korea是TVBI與CMB於2008年2月共同創辦、主要以播放無綫電視劇為主的有線電視頻道，同年3月開始試播，同年6月開播，在當地的覆蓋率達到900萬户。2016年6月，TVB Korea停播。

## 節目
由於TVBK本意旨在為韓國觀眾提供無綫劇集，因而大部分曾播放或播放中的劇集都是無綫劇集；有關劇集如下：

### 劇集

#### 港劇
- 楚漢驕雄（韓語：초한교웅/楚漢驕雄）
- 皇帝的女人（韓語：황제의 여자/皇帝의 女子）（原題：金枝慾孽）
- 犯罪鑑識班（韓語：범죄감식반/犯罪鑑識班）（原題：法證先鋒）
- 征服者（韓語：정복자/征服者）（原題：爭霸）
- 大唐雙龍傳（韓語：대당쌍룡전/大唐雙龍傳）
- Angels of Mission（韓語：엔젤스 오브 미션）（原題：無名天使3D）
- Africa（韓語：아프리카）（原題：天涯俠醫）
- 太極
- 覆雨翻雲（韓語：복우번운/覆雨翻雲）
- Seventh Day（韓語：세븐스데이）（原題：最美麗的第七天）
- 犯罪鑑識班II（韓語：범죄감식반 II/犯罪鑑識班II）（原題：法證先鋒II）
- The Four（韓語：더 포）（原題：少年四大名捕）
- 尋秦記（韓語：심진기/尋秦記）
- Hotelier in Hong Kong（韓語：호텔리어 인 홍콩）（原題：酒店風雲）
- 上海灘（韓語：상해탄/上海灘）
- 射鵰英雄傳（韓語：사조영웅전/射鵰英雄傳）
- 偉大的遺產（韓語：위대한 유산/偉大한 留産）（原題：溏心風暴）
- 鹿鼎記（韓語：녹정기/鹿鼎記）
- Firemen（韓語：파이어멘）（原題：烈火雄心3）
- 宮心計（韓語：궁심계/宮心計）
- CID 香港特搜搜查隊（韓語：CID 홍콩특수수사대/CID 홍콩特搜搜査隊）（原題：原來愛上賊）
- 富貴門（韓語：부귀문/富貴門）
- 偉大的繼承（韓語：위대한 상속/偉大한 相續）（原題：巾幗梟雄）
- 警犬Bingo（韓語：경찰견 빙고/警察犬빙고）（原題：老友狗狗）
- 緊急出動 E.U（韓語：긴급출동 E.U/緊急出動 E.U）
- 偵探Kingsley（韓語：탐정 킹슬리/探偵 킹슬리）（原題：談情說案）
- Rival（韓語：라이벌）（原題：絕代雙驕）
- Revenge（韓語：리벤지）（原題：與敵同行）
- Passport（韓語：패스포트）（原題：ID菁英）
- The Game（韓語：더 게임）（原題：桌球天王）
- 慾望的都市（韓語：욕망의 도시/慾望의 都市）（原題：摘星之旅）
- 香港1945（韓語：홍콩 1945）（原題：大香港）
- 香港強力班（韓語：홍콩 강력반/홍콩 强力班）（原題：刑警）
- 結婚的條件（韓語：결혼의 조건/結婚의 條件）（原題：公主嫁到）
- 洪武三十二（韓語：홍무삼십이/洪武三十二）
- 蒲松齡（韓語：포송령/蒲松齡）
- 動盪1930 廣州（韓語：격동 1930 광저우/激動1930 廣州）（原題：巾幗梟雄之義海豪情）
- 鬥爭（韓語：/Advocate）（原題：真相）
- 魚家遺產（韓語：어가유산/魚家留産）（原題：魚躍在花見）
- 天使的羅曼史（韓語：천사의 로맨스/天使의 로맨스）（原題：花花世界花家姐）
- UNDERCOVER（韓語：언더커버）（原題：潛行狙擊）
- 紫禁城（韓語：자금성/紫禁城）（原題：紫禁驚雷）
- 犯罪鑑識班III（韓語：범죄감식반 III/犯罪鑑識班III）（原題：法證先鋒III）
- Death Angel（韓語：데스엔젤）（原題：不速之約）
- Wild Street（韓語：와일드스트리트）（原題：怒火街頭）
- 萬凰之王（韓語：만황지왕/萬凰之王）
- 黃飛鴻的女人（韓語：황비홍의 여인/黃飛鴻의 女人）（原題：女拳）
- 九江十二坊（韓語：구강십이방/九江十二坊）
- 東西宮略（韓語：동서궁략/東西宮略）
- 偵探狄仁傑（韓語：탐정 적인걸/探偵 狄仁傑）（原題：盛世仁傑）
- 拳王；Muay Thai（韓語：권왕; 무에타이/拳王; 무에타이）（原題：拳王）
- 殺人劇場（韓語：살인연극/殺人演劇）（原題：心戰）
- THE ONE（韓語：더원）（原題：飛虎）
- 王座（原題：造王者）
- 回到三國志（韓語：회도삼국지/回到三國志）（原題：回到三國）
- Wild Street 2（韓語：와일드스트리트 2）（原題：怒火街頭2）
- 天梯
- 白色都市（韓語：백색도시/白色都市）（原題：雷霆掃毒）
- 大太監（韓語：대태감/大太監）
- 目擊者（韓語：목격자/目擊者）（原題：護花危情）
- Innocent（韓語：이노센트）（原題：天與地）
- 皇帝的女人2（韓語：황제의 여자 2/皇帝의 女子 2）（原題：金枝慾孽貳）
- Brain 283（韓語：브레인 283）（原題：神探高倫布）
- Change Heart（韓語：체인지하트）（原題：好心作怪）
- 初緣（原題：師父·明白了）
- 鐵馬尋橋（韓語：철마심교/鐵馬尋橋）
- 摩登名家（韓語：모던명가/모던名家）（原題：名媛望族）
- Dream Air（韓語：드림에어）（原題：衝上雲宵II）
- 姻緣（原題：情逆三世緣）
- 魔域桃源（韓語：마역도원/魔域桃源）
- 兄弟（原題：巨輪）
- 蓋世豪俠（韓語：개세호협/蓋世豪俠）
- 布衣神相（韓語：포의신상/布衣神相）
- 大運河（韓語：대운하/大運河）
- On Call 36小時（韓語：온콜36시간/온콜36時間）
- 走向你的路（韓語：그대를 향한 길/그대를 向한 길）（原題：單戀雙城）
- 料理王高天寶（韓語：요리왕 고천보/料理王 高天寶）（原題：食為奴）
- 媳婦逆轉（韓語：며느리 열전/며느리 逆轉）（原題：新抱喜相逢）
- 叛逃－反恐對立（韓語：반도 - 테러에 맞서다/叛逃 - 테러에 맞서다）（原題：叛逃）
- Blue Chip（韓語：블루칩）（原題：點金勝手）
- 愛我請留言－留言給我（韓語：애아청류언 - 메시지를 남겨줘/愛我請留言 - 메시지를 남겨줘）（原題：愛我請留言）
- Coffee Mom（韓語：커피맘）（原題：貓屎媽媽）
- 對我而言不同的你（韓語：내겐 너무 다른 너）（原題：載得有情人）
- 大藥坊（韓語：대약방/大藥坊）
- 真實之沼（韓語：진실의 늪/真實의 늪）（原題：名門暗戰）
- 鄰家搜查中（韓語：이웃집 수사중/이웃집 搜事中）（原題：師奶MADAM）
- 走吧，杜振鋒（韓語：떴다, 두진봉/떴다, 杜振鋒）（原題：宦海奇官）
- 第3之眼（韓語：제 3의 눈/第 3의 눈）（原題：天眼）
- 橫衝直撞倩女幽魂（韓語：좌충우돌 천녀유혼/左衝右突 倩女幽魂）（原題：倩女喜相逢）
- Spotlight（韓語：스포트라이트）（原題：華麗轉身）
- 童話1/2（韓語：동화 1/2/童話 1/2）
- 蝸居
- 醋娘子（韓語：초낭자/醋娘子）
- 熱血律師（韓語：열혈변호사/熱血辯護士）（原題：四個女仔三個BAR）
- 協商之神（韓語：협상의 신/協商의 神）（原題：以和為貴）
- M Club（韓語：M클럽）（原題：女人俱樂部）
- 委託人（韓語：의뢰인/依賴人）（原題：拆局專家）
- 摘天上的星星（韓語：하늘의 별 따기）（原題：樓奴）
- 天璣府（韓語：천기부/天璣府）（原題：寒山潛龍）
- Gold Miss救世主（韓語：골드미스 구세주/골드미스 救世主）（原題：My盛Lady）
- 我人生的燦爛日（韓語：내 인생의 해뜰날/내 人生의 해뜰날）（原題：初五啟市錄）
- 青春向前衝（韓語：청춘을 달리다/青春을 달리다）（原題：衝線）
- 人生如劇場（韓語：인생을 연극처럼/人生을 演劇처럼）（原題：水髮胭脂）

#### 台劇
- 命中注定我愛你（韓語：운명처럼 널 사랑해/運命처럼 널 사랑해）
- I Do, 幸福的選擇（韓語：I Do, 행복한 선택/I Do, 幸福한 選擇）（原題：幸福的抉擇）
- 戀愛契約（韓語：연애계약/戀愛契約）（原題：愛情合約）
- 天使情人（韓語：천사정인/天使情人）
- Loving You（韓語：러빙 유）（原題：福氣又安康）
- 皇帝的女兒（韓語：황제의 딸/皇帝의 딸）（原題：還珠格格）

#### 大陸劇
- 庚子風雲（韓語：경자풍운/庚子風雲）
- 楚留香傳奇（韓語：초류향전기/楚留香傳奇）
- 七劍下天山（韓語：칠검하천산/七劍下天山）
- 西遊記（韓語：서유기/西遊記）
- 李衛當官（韓語：이위당관/李衛當官）
- 李衛辭官（韓語：이위사관/李衛辭官）
- 倚天屠龍記（韓語：의천도룡기/倚天屠龍記）
- 後宮爭霸（韓語：후궁쟁패/後宮爭霸）（原題：凰圖騰）
- 浣花洗劍錄（韓語：완화세검록/浣花洗劍錄）
- 秀秀的男人（韓語：수수의 남자/秀秀의 男子）
- Secret Castle（韓語：시크릿캐슬）（原題：花非花霧非霧）
- 皇帝與我（韓語：황제와 나/皇帝와 나）（原題：大內低手）
- 詠春傳奇（韓語：영춘전기/詠春傳奇）
- 疯狂公寓2013(韓語：미친 아파트 2013/疯狂公寓2013)
- 疯狂公寓-Last Me(韓語：
- 烟云春梦（韓語：꿈 구름/夢 구름）

#### 韓劇
本韩剧来自免费韩国电视频道:
- 自體發光的她（韓語：자체발광 그녀/自體發光 그녀）
- 王與妃（韓語：왕과 비/王과 妃）
- 黃真伊（韓語：황진이/黃眞伊）
- 荊棘花（韓語：가시꽃）
- 松藥局的兒子們（韓語：솔약국집 아들들/率藥局집 兒들들）
- 李祘
- 海神
- 推奴
- 大祚榮（韓語：대조영/大祚榮）
- 廣開土太王（韓語：광개토태왕/廣開土太王）
- 妻子的誘惑（韓語：아내의 유혹/아내의 誘惑）
- 鄭道傳（韓語：정도전/鄭道傳）
- 大王世宗（韓語：대왕세종/大王世宗）
- 巨商金萬德（韓語：거상 김만덕/巨商 金萬德）
- 求婚大作戰（韓語：프로포즈 대작전/프로포즈 大作戰）
- 拯救高奉實歐巴桑（韓語：고봉실 아줌마 구하기/高奉實 아줌마 구하기）

#### 合拍劇
- 7天的浪漫（韓語：7일간의 로맨스/7日間의 로맨스）

### 資訊
文化及娛樂綜藝節目方面，TVB Korea頻道提供韓國、日本、臺灣及中國大陸的節目。

#### 演藝／娛樂
- 功夫最強傳（韓語：쿵푸최강전/功夫最强傳）
- 2012 TVB全球華人新秀歌唱大賽（韓語：2012 TVB Asian Star Championship）
- 香港小姐競選（韓語：미스홍콩선발대회/미스홍콩選拔大會）
- 香港最佳滋味（韓語：홍콩 최고의 맛/홍콩 最高의 맛）
- 香港美味探險隊（韓語：홍콩 맛 탐험대/홍콩 맛 探險隊）
- 女人我最大（英語：Beauty Talk All about Lady）

#### 文化
- 澳門足跡（韓語：마카오기행/마카오紀行）
- 戰爭中尋找希望（韓語：전쟁터에서 찾은 희망/戰爭터에서 찾은 希望）
- Kimchi Road（韓語：김치로드）
- 咖啡旅行（韓語：커피여행/커피旅行）
- 寶物島（韓語：보물섬/寶物섬）
- 風水
- 外人
- Last Paradise（韓語：라스트 파라다이스）
- 易中天品三國（韓語：이중톈의 품삼국/易中天의 品三國）
- 復興之路（韓語：부흥의 길/復興의 길）
- On the Road（韓語：온 더 로드）
- 韓中日文化三國志（韓語：韓中日 문화 삼국지/韓中日 文化 三國志）

### 外購節目

#### 韓國
- Sign（朝鲜语：천 개의 비밀 어메이징 스토리）
- 我朋友的家在哪裡（韓語：내 친구의 집은 어디인가/내 親舊의 집은 어디인가）
- 拜託了冰箱（韓語：냉장고를 부탁해/冰箱庫를 付託해）
- Asia Hunter（英语：아시아 헌터）
- Korea Hunter（英语：코리아 헌터）
- 這是一個真實的故事（英语：이것은 실화다）